# Попередній імпортний депозит
Попередні імпортні депозити — внесення суб'єктами зовнішньоекономічної діяльності на безвідсоткові рахунки у банках, які обслуговують їх на території України, на період від моменту набрання договорами (контрактами), що ними укладаються, юридичної сили до моменту проходження товарів, що поставляються згідно із зазначеними договорами (контрактами), через митний кордон України або передачі товарів іноземними суб'єктами господарської діяльності на території України, грошових коштів у валюті договору (контракту) в сумі, визначеній у встановлених відсотках до вартості відповідного договору (контракту).